# 甲本一
甲本一（日语：こうもと はじめ），日本漫畫家，知名作品如集英社《週刊少年Jump》上連載的《肌肉魔法使-MASHLE-》（2020年至2023年）。

## 職業生涯
甲本一起初以「柏崎康一」一名於2018年向集英社投稿短篇漫畫《爆炸性面試》（爆裂面接試験），並贏得第89屆赤塚獎榮譽獎。之後又以同樣掛名繪製短篇漫畫《自由主義風紀委員山田太郎》（リベラル風紀委員 山田太郎），在《Jump GIGA》上刊登；同年改掛名「幸一郎」（こういちろう）在《Jump GIGA》上刊登下一部短篇漫畫《破壞神濕婆崎》（破壊神シヴァ崎くん）。
2020年起，甲本一得以在《週刊少年Jump》2020年9號上正式連載漫畫《肌肉魔法使-MASHLE-》，成為他首部長篇漫畫作品。《肌肉魔法使-MASHLE-》隨即獲得「下一部人氣漫畫大賞2020年」的第11名、「大家所選的Tsutaya漫畫獎2021年」的第8名以及「全國書店店員推薦漫畫2021年」的第3名。該漫畫於2023年31號完結，結束了達三年半的連載。

## 連載作品
- 2018年：《爆炸性面試》（爆裂面接試験，掛名「柏崎康一」）
- 2019年：《自由主義風紀委員山田太郎》（リベラル風紀委員 山田太郎，《Jump GIGA》；掛名「柏崎康一」）
- 2019年：《破壞神濕婆崎》（破壊神シヴァ崎くん，《Jump GIGA》；掛名「幸一郎」）
- 2020年至2023年：《肌肉魔法使-MASHLE-》（《週刊少年Jump》，全18卷）

## 外部連結
- 甲本一在互联网电影资料库（IMDb）上的資料（英文）